# ستوديو ناصيبيان

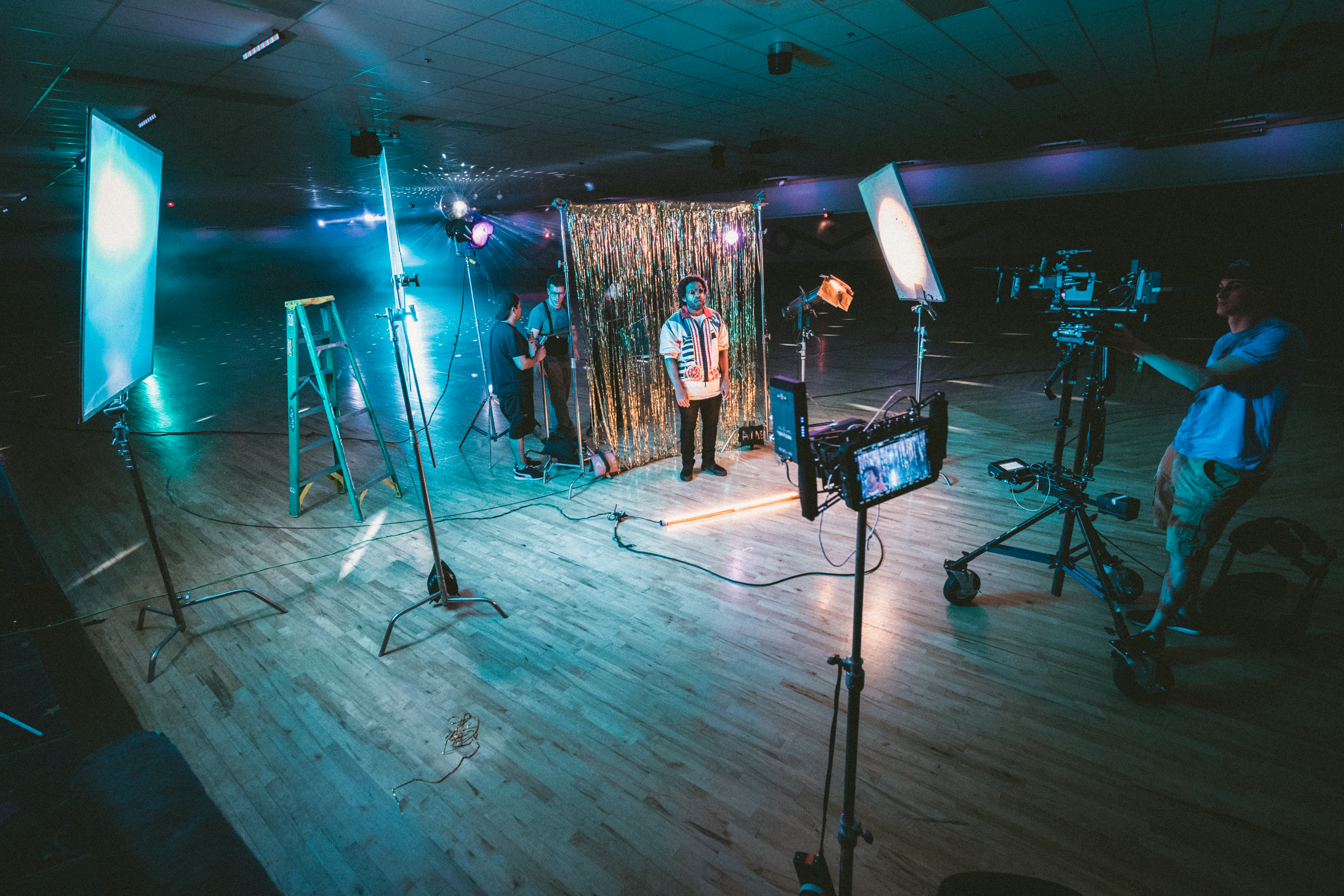

ستوديو ناصيبيان ثاني أقدم ستوديو سينمائى في مصر، مؤسسه كان رئيس الجالية الأرمينية «هرانت ناصيبيان» الذي باعه بعد ثورة 23 يوليو مباشرة وهاجر من مصر، وكان يؤجر على مدار سنوات طويلة إلى أن اشترته الرهبنة اليسوعية وجمعية النهضة العلمية والثقافية- جيزويت القاهرة إحدى أشهر الجمعيات الأهلية الثقافية في منطقة الفجالة بالقاهرة، التي يرأسها وليم سيدهم اليسوعي  ويديرها الناقد سامح سامي. وكان قد احترق جزء كبير من هذا الاستوديو الذي تحول جزء كبير منه  إلى مسرح ستوديو ناصيبيان وذلك في 30 أكتوبر 2021. 
كان ضمن خمسة استديوهات وحيدة «ستوديو مصر- الأهرام- استديو نحاس- استديو جلال- ناصيبيان». أصبح الآن مسرح باسم مسرح ستوديو ناصيبيان.
خرجت منه أشهر أفلام السينما المصرية: عروس النيل، الفتوة، المعجزة، شفيقة ومتولي، شيء في صدري، أم العروسة والحفيد، وفيلم باب الحديد للمخرج يوسف شاهين الذي تناول في فيلمه شارع الفجالة نفسه كأحد أهم شوارع باب الحديد. كانت أكثر فترات عمل ستديو ناصيبيان إزدهاراً في الفترة من نهاية الحرب العالمية الثانية إلى ثورة 23 يوليو 1945 - 1952.